# Fédération cubaine d'athlétisme
La Fédération cubaine d'athlétisme (en espagnol, Federación Cubana de Atletismo) est une fédération sportive dont l'objet est de promouvoir la pratique de l'athlétisme et d'en coordonner les activités amatoriales et de compétition à Cuba. Basée à La Havane, son président est l'ancien champion olympique Alberto Juantorena. La fédération cubaine est rattachée à la North American, Central American and Caribbean Athletic Association (NACAC), confédération continentale d'Amérique du Nord, d'Amérique centrale et des Caraïbes.

## Conseil exécutif
- Président : Alberto Juantorena
- Vice-présidents :  Enrique Figuerola, Jesús Molina, Javier Sotomayor
- Secrétaire général : Esteban Brice Nichols